# 南緯11度線
南緯11度線（なんい11どせん）は、地球の赤道面より南に地理緯度にして11度の角度を成す緯線。大西洋、アフリカ、インド洋、オーストララシア、太平洋、南アメリカを通過する。
この緯度の下では、夏至点時の可照時間は12時間46分であり、冬至点時の可照時間は11時間29分である。

## 通過する地域一覧
南緯11度線は、本初子午線から東に向かって以下の場所を通っている。
| 地理座標                                               | 国土・領土・領海 | 備考 |
| ------------------------------------------------------ | ---------------- | --- |
| 南緯11度0分 東経0度0分 / 南緯11.000度 東経0.000度      | 大西洋           | |
| 南緯11度0分 東経13度52分 / 南緯11.000度 東経13.867度   | アンゴラ         | |
| 南緯11度0分 東経22度12分 / 南緯11.000度 東経22.200度   | コンゴ民主共和国 | |
| 南緯11度0分 東経23度20分 / 南緯11.000度 東経23.333度   | アンゴラ         | |
| 南緯11度0分 東経23度38分 / 南緯11.000度 東経23.633度   | コンゴ民主共和国 | 約8km |
| 南緯11度0分 東経23度43分 / 南緯11.000度 東経23.717度   | アンゴラ         | 約5km |
| 南緯11度0分 東経23度46分 / 南緯11.000度 東経23.767度   | コンゴ民主共和国 | 約13km |
| 南緯11度0分 東経23度53分 / 南緯11.000度 東経23.883度   | アンゴラ         | 約15km |
| 南緯11度0分 東経24度1分 / 南緯11.000度 東経24.017度    | ザンビア         | 約13km |
| 南緯11度0分 東経24度8分 / 南緯11.000度 東経24.133度    | コンゴ民主共和国 | |
| 南緯11度0分 東経28度30分 / 南緯11.000度 東経28.500度   | ザンビア         | |
| 南緯11度0分 東経33度18分 / 南緯11.000度 東経33.300度   | マラウイ         | |
| 南緯11度0分 東経34度13分 / 南緯11.000度 東経34.217度   | マラウイ湖       | |
| 南緯11度0分 東経34度36分 / 南緯11.000度 東経34.600度   | タンザニア       | |
| 南緯11度0分 東経39度30分 / 南緯11.000度 東経39.500度   | モザンビーク     | |
| 南緯11度0分 東経40度30分 / 南緯11.000度 東経40.500度   | インド洋         | |
| 南緯11度0分 東経122度51分 / 南緯11.000度 東経122.850度 | インドネシア     | パマナ島（ロテ島の南にある）を通過。 |
| 南緯11度0分 東経122度52分 / 南緯11.000度 東経122.867度 | ティモール海     | メルヴィル島とコーバーグ半島（共に オーストラリア）のちょうど北を通過。                                                                       |
| 南緯11度0分 東経132度33分 / 南緯11.000度 東経132.550度 | オーストラリア   | ノーザンテリトリー - クローカー島 |
| 南緯11度0分 東経132度34分 / 南緯11.000度 東経132.567度 | アラフラ海       | ウェッセル諸島（ オーストラリア）のちょうど北を通過。                                                                                         |
| 南緯11度0分 東経142度8分 / 南緯11.000度 東経142.133度  | オーストラリア   | クイーンズランド州 - ヨーク岬半島 |
| 南緯11度0分 東経142度44分 / 南緯11.000度 東経142.733度 | 珊瑚海           | ルイジアード諸島（ パプアニューギニア）の島々の間を通過。                                                                                     |
| 南緯11度0分 東経152度30分 / 南緯11.000度 東経152.500度 | ソロモン海       | レンネル島（ ソロモン諸島）のちょうど北を通過。                                                                                               |
| 南緯11度0分 東経162度6分 / 南緯11.000度 東経162.100度  | 珊瑚海           | マキラ島（ ソロモン諸島）のちょうど南を通過。 ネンドー島（ ソロモン諸島）のちょうど南を通過。 ウツプア島（ ソロモン諸島）のちょうど北を通過。 |
| 南緯11度0分 東経167度26分 / 南緯11.000度 東経167.433度 | 太平洋           | スウェインズ島（ アメリカ領サモア。 トケラウが領有権を主張している。）のちょうど北を通過。 プカプカ島（ クック諸島）のちょうど南を通過。      |
| 南緯11度0分 西経77度40分 / 南緯11.000度 西経77.667度   | ペルー           | |
| 南緯11度0分 西経70度27分 / 南緯11.000度 西経70.450度   | ブラジル         | アクレ州 |
| 南緯11度0分 西経70度6分 / 南緯11.000度 西経70.100度    | ペルー           | |
| 南緯11度0分 西経69度32分 / 南緯11.000度 西経69.533度   | ボリビア         | |
| 南緯11度0分 西経68度59分 / 南緯11.000度 西経68.983度   | ブラジル         | アクレ州 |
| 南緯11度0分 西経68度50分 / 南緯11.000度 西経68.833度   | ボリビア         | |
| 南緯11度0分 西経68度47分 / 南緯11.000度 西経68.783度   | ブラジル         | アクレ州 - 約15km |
| 南緯11度0分 西経68度19分 / 南緯11.000度 西経68.317度   | ボリビア         | |
| 南緯11度0分 西経65度18分 / 南緯11.000度 西経65.300度   | ブラジル         | ロンドニア州 マットグロッソ州 トカンティンス州 バイーア州 セルジッペ州                                                                        |
| 南緯11度0分 西経37度3分 / 南緯11.000度 西経37.050度    | 大西洋           | |